# Takamasa Abiko
Takamasa Abiko (安彦 考真 Abiko Takamasa?), född 1 februari 1978 i Kanagawa prefektur, är en japansk fotbollsspelare.
Abiko spelade för Mito HollyHock och YSCC Yokohama.